# باردون میل
باردون میل (به انگلیسی: Bardon Mill) یک روستا و محله مدنی در بریتانیا است که در نورث‌آمبرلند واقع شده‌است. باردون میل ۴۵۲ نفر جمعیت دارد.